# Danny Pino

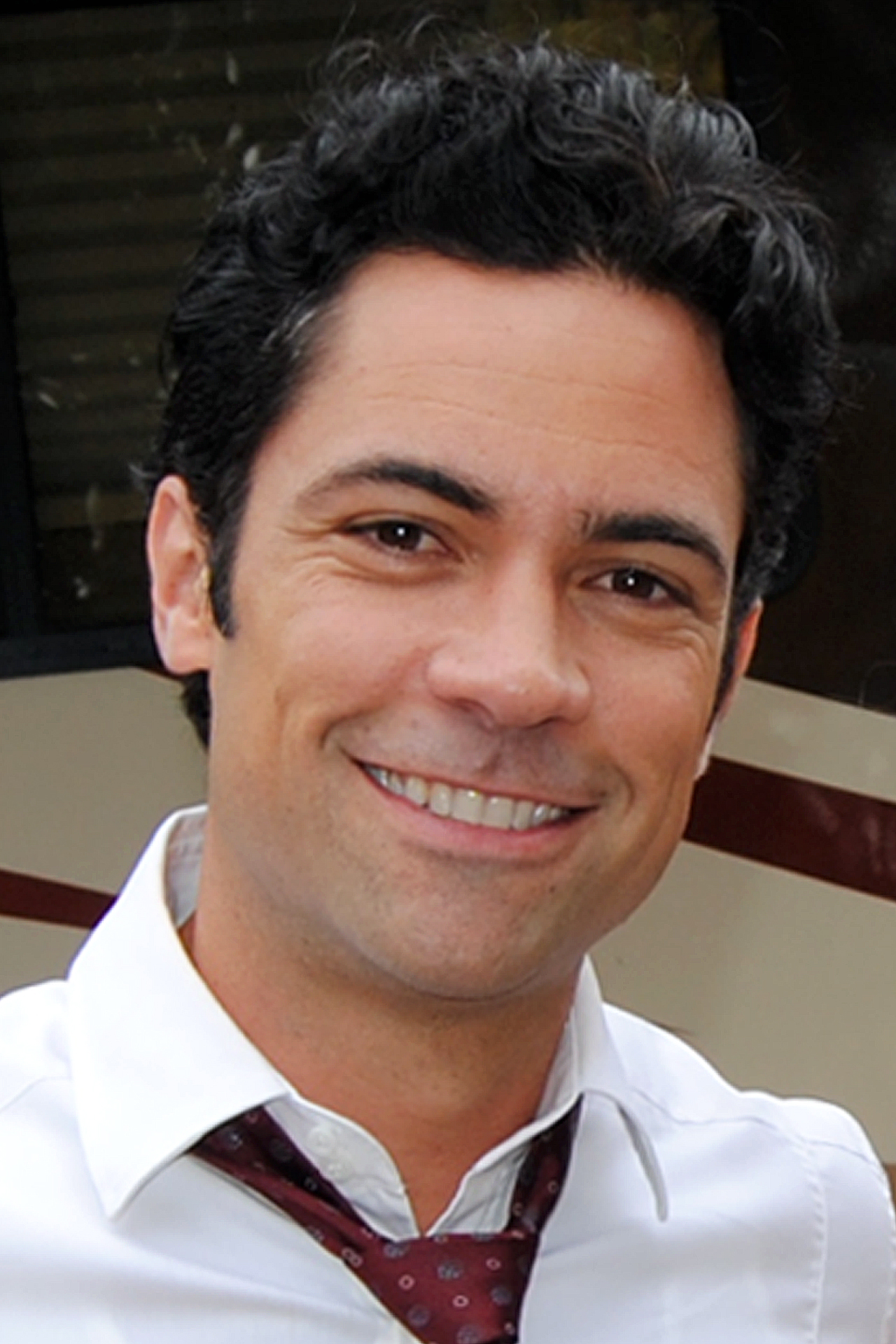
Danny Pino

Daniel "Danny" Pino (Miami, Florida, 15 april 1974) is een Amerikaans acteur van Cubaanse afkomst, die vooral bekend is door zijn rol in de tv-serie Cold Case. In 2002 zag men hem optreden in Londens West End in het toneelstuk Up for Grabs met Madonna. In mei 2003 speelde Pino als Desi Arnaz in een CBS-special over het leven van Lucille Ball, Lucy. Pino is afgestudeerd aan Miami Coral Park High School in 1992 en de Florida International University in 1996, waar hij lid was van Sigma Phi Epsilon broederschap.
Pino is ook bekend als Mexicaanse druglord en serieverkrachter Armadillo Quintero in The Shield. Hij is ook te zien in The Lost City en Flicka met Tim McGraw .
Sinds 2011 had hij een hoofdrol in de NBC-politieserie Law & Order: Special Victims Unit. Hij verving hier Christopher Meloni, die de rol van detective Elliot Stabler speelde, en werd met deze rol de nieuwe partner van detective Olivia Benson (Mariska Hargitay).
Pino en zijn vrouw Lilly hebben twee zoons - Luca Daniel, geboren op 15 februari 2006, en Julian Franco, geboren op 5 juni 2007.

## Filmografie
- Gone (2017) als John Bishop
- Law & Order - Special Victims Unit (2011) als Detective Nick Amaro
- Across the Hall (2009) als Terry
- Cold Case - als Scotty Valens (129 episodes, 2003-2009)
- The Burning Plain (2008) als Santiago
- CSI: NY – als Det. Scotty Valens (1 episode, 2007)
- Flicka (2006) als Jack
- The Lost City (2005) als Alberto Mora
- Rx (2005) als Leo
- Between (2005) als Victor
- NYPD 2069 (2004) (TV)
- Lucy (2003) (TV) als Desi Arnaz
- The Shield – als Armadillo Quintero (4 episodes, 2003)
- Men, Women & Dogs - als Clay (13 episodes, 2001-2002)

- Biblioteca Nacional de España: XX6186098
- Bibliothèque nationale de France: cb165319664 (data)
- Gemeinsame Normdatei: 140641173
- International Standard Name Identifier: 0000 0000 7892 6912
- Library of Congress Control Number: no2010012303
- Nationale Bibliotheek van Tsjechië: xx0306321
- Virtual International Authority File: 106909413
- WorldCat: E39PBJdMcD3hdC4qtg8HgYM3wC